# Ceratocapsus juglandis
Ceratocapsus juglandis är en insektsart som beskrevs av Knight 1930. Ceratocapsus juglandis ingår i släktet Ceratocapsus och familjen ängsskinnbaggar. Inga underarter finns listade i Catalogue of Life.